# Buket Jok
Buket Jok is een bestuurslaag in het regentschap Aceh Timur van de provincie Atjeh, Indonesië. Buket Jok telt 295 inwoners (volkstelling 2010).